# 宽舌垂头菊
宽舌垂头菊（学名：Cremanthodium arnicoides）为菊科垂头菊属的植物。分布于克什米尔、巴基斯坦、尼泊尔、锡金以及中国大陆的西藏等地，生长于海拔3,600米至4,600米的地区，常生于高山流石滩，目前尚未由人工引种栽培。